# Rio Sarapuí (vattendrag i Brasilien, Rio de Janeiro)
Rio Sarapuí är ett vattendrag i Brasilien.   Det ligger i delstaten Rio de Janeiro, i den sydöstra delen av landet, 900 km sydost om huvudstaden Brasília.
Omgivningen kring Rio Sarapuí är i huvudsak tätbebyggd.